# 2347 Vinata
2347 Vinata је астероид главног астероидног појаса са средњом удаљеношћу од Сунца која износи 3,093 астрономских јединица (АЈ).
Апсолутна магнитуда астероида је 11,3.